# Otakar Krouský
Otakar Krouský (28. listopadu 1873 Nymburk – 13. února 1952 Praha), byl český a československý advokát a politik, člen realistické strany, poslanec Revolučního národního shromáždění. Později senátor Národního shromáždění za Československou stranu národně socialistickou.

## Biografie
Byl spojencem Tomáše Masaryka. Patřil mezi okruh Masarykových přátel, kteří na něj naléhali, ať své hnutí zformuje v politickou sílu. Roku 1900 po hilsneriádě pak byla skutečně založena Česká strana lidová (neboli Realistická strana). Krouský se spolupodílel na vypracování jejího programu. V roce 1912 se pak podílel na utvoření nové politické formace nazvané Česká strana pokroková, v jejímž předsednictvu zasedal.
V letech 1918-1920 zasedal za realisty v Revolučním národním shromáždění.
Byl profesí advokátem. Roku 1924 se uvádí jako advokát, člen předsednictva výkonného výboru Československé strany socialistické a člen ředitelství Česko-moravského úvěrního ústavu v Praze.
V parlamentních volbách v roce 1920 získal senátorské křeslo v Národním shromáždění. Do senátu pronikl i po parlamentních volbách v roce 1925. V senátu setrval do roku 1929.
Jeho syn Otakar Krouský mladší (1915-1997) byl předním právníkem a nakladatelským pracovníkem.